# المطهفة (ثمريت)
المطهفة منطقة سكنية تقع في ولاية ثمريت، التابعة لمحافظة ظفار في سلطنة عمان. يقدر عدد سكانها بـ 267 نسمة حسب إحصاء عام 2010 التابع للمركز الوطني للإحصاء والمعلومات الحكومي. رمز المنطقة هو 20540500.

## الوصلات الخارجية
- المركز الوطني للإحصاء والمعلومات، سلطنة عمان